# Państwowa Szkoła Muzyczna I i II st. im. Wandy Kossakowej w Sanoku
Państwowa Szkoła Muzyczna I i II st. im. Wandy Kossakowej w Sanoku – szkoła muzyczna z siedzibą w Sanoku.

## Historia

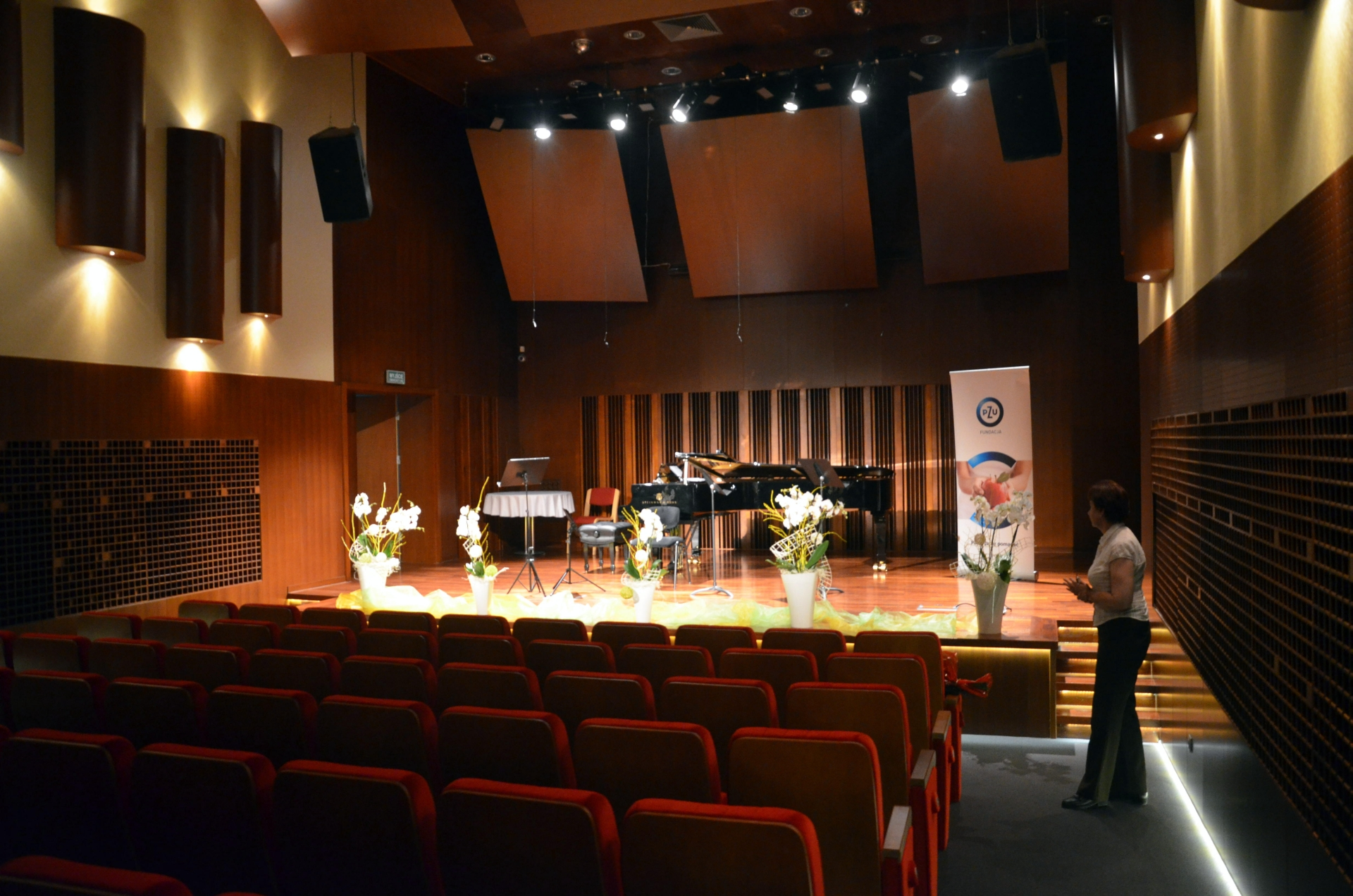
Sala koncertowa sanockiej PSM (2014)

Placówka została założona 1 września 1971 jako Państwowa Szkoła Muzyczna I st. w Sanoku. Przez niespełna rok funkcjonowała pierwotnie jako filia Państwowej Szkoły Muzycznej w Krośnie, zaś od 4 sierpnia  1972 rozpoczęła samodzielną działalność. W pierwszych latach zajęcia organizowano w obiekcie Sanockiego Ogniska Muzycznego przy obecnej ul. Franciszkańskiej (ówczesna ulica ZBoWiD), a od 1972 w obiekcie przejętym po Zakładzie Energetycznym przy ówczesnej ulicy Ludwika Waryńskiego (obecny adres ulicy Podgórze 7). Pierwszym dyrektorem został mianowany Tadeusz Filar. W 1977 Sanockie Przedsiębiorstwo Budowlane przekazało na rzecz PSM obiekt przy ulicy Podgórze 25, w którym mieściła się wcześniej Zasadnicza Szkoła Budowlana. Po rocznym remoncie budynku szkoła muzyczna rozpoczęła funkcjonowanie w nim 1 września 1978. 1 września 1990 została powołana Państwowa Szkoła Muzyczna II stopnia. Od połowy 1991 trwał roczny proces rozbudowy budynku, wskutek czego od roku szkolnego 1992/1993 istniał obiekt czterokondygnacyjny.
W dniach 3–6 czerwca 1992 odbyły się obchody 20-lecia istnienia szkoły. Z tej okazji, decyzją Ministra Kultury i Sztuki, Andrzeja Sicińskiego, zostały nadany patronat szkole, funkcjonującej od tego czasu jako Państwowa Szkoła Muzyczna I i II st. im. Wandy Kossakowej w Sanoku. Wanda Kossakowa (1879–1960) była pianistką i pedagogiem. W dniach 14-16 czerwca 1996 zorganizowano obchody 25-lecia szkoły. 19 października 2000 zorganizowano uroczysty koncert z okazji 10-lecia istnienia II stopnia szkoły.
W latach 2008–2011 trwała ponownie rozbudowa obiektu szkoły, w wyniku której stworzono bazę dydaktyczną, zaś w 2012 została oddana do użytku sala koncertowa.

## Dyrektorzy i kadra pedagogiczna
Na podstawie materiałów źródłowych:
Dyrektorzy
- Tadeusz Filar (1972–1975)
- Jan Jakubczak (1975–1978)
- Maria Socha (1978–1990)
- Andrzej Smolik (1990–2017)
- Tomasz Tarnawczyk (2017–)

Kierownicy sekcji
- Janusz Ostrowski – kierownik Sekcji Fortepianu
- Wiesław Brudek – kierownik Sekcji Instrumentów Dętych
- Iwona Bodziak – kierownik Sekcji Instrumentów Smyczkowych i Gitary
- Elżbieta Przystasz – kierownik Sekcji Kameralistyki i Promocji Szkoły
- Maciej Harna – kierownik Sekcji Teorii
- Andrzej Smolik – kierownik Sekcji Akordeonu, organów i perkusji

Nauczyciele
- Monika Brewczak – przedmioty teoretyczne

## Uczniowie i absolwenci
W pierwszym roku istnienia szkoły uczyło się w niej 54 uczniów. W 1976 kształciło się ponad 200. Klasę fortepianu w szkole ukończył Wojciech Rybicki. Absolwentami szkoły zostali m.in. Robert Gierlach, Monika Fedyk-Klimaszewska, Jacek Hołubowski, Maciej Kandefer, Tomasz Holizna, Bartosz Głowacki, Kamil Bartnik, Damian Kurasz, Joanna Kielar, Agata Kielar, Jarosław Wolanin, Grzegorz Wołczański, Dominik Wania, Tomasz Harkot, Wojciech Lubertowicz, Piotr Rychlec, Marta Podulka. Uczniowie szkoły byli laureatami nagród krajowych i międzynarodowych, m.in.: Bartosz Głowacki, Maciej Zimka, Grzegorz Miszczyszyn, Rafał Pałacki (wszyscy akordeon).